# Sociedad Estatal de Conmemoraciones Culturales
La Sociedad Estatal de Conmemoraciones Culturales (SECC) era un organismo dependiente del Ministerio de Cultura de España. Su objetivo fundamental era valorar la importancia de las conmemoraciones culturales, así como el recuerdo de algunos de los grandes hitos de la historia de España.

## Historia de la SECC
La Sociedad Estatal de Conmemoraciones Culturales fue creada el 8 de marzo de 2002, gracias a un decisión del Consejo de Ministros. Esta institución es heredera, consecutivamente, de la Sociedad estatal Lisboa'98, reconvertida en la Sociedad estatal España Nuevo Milenio.
Durante la crisis económica, y en concreto, dentro del Plan de Racionalización del Sector Público Empresarial (2010), la sociedad absorbió otras dos instituciones españolas dedicadas a la promoción cultural española (SEACEX y SEEI), convirtiéndose en Acción Cultural Española AC/E (2010).

## Finalidad de la Sociedad
Esta sociedad estatal se encargaba de la preparación, organización y ejecución de las actividades referidas a las conmemoraciones culturales, científicas e históricas del Reino de España, de sus comunidades y de sus ciudades autónomas. 
Sus actividades se desarrollaban según las orientaciones establecidas por la Comisión Delegada del Gobierno para Asuntos Culturales y bajo la coordinación del Ministerio de Cultura de España. 
Su labor enfatizaba la importancia de la diversidad de España y de su cultura, tanto dentro del territorio nacional como en el exterior. Su actividad se centraba fundamentalmente en la Unión Europea, Estados Unidos, América Latina y algunas áreas africanas y asiáticas con las que existen vínculos históricos.

## Organización
La Sociedad contaba con un consejo de administración y diversos consejeros asesores. 
Estuvo presidida por:
- Luis Miguel Enciso Recio (2002-2004).
- José García-Velasco (2004-2008).
- Soledad López Fernández (2008-2010).

## Principales actividades realizadas
SECC organizaba todo tipo de exposiciones, congresos, jornadas, conciertos, representaciones teatrales y de danza, ciclos de conferencias, proyecciones de documentales y películas, y otras actividades. 
También editaba publicaciones relacionadas con sus actividades y colaboraba con otras entidades en la realización de actos de interés mutuo. 
Algunas de sus actividades más relevantes han sido:

### Celebración de centenarios
2004
- V Centenario de la muerte de Isabel la Católica (1451-1504)
- I Centenario de la muerte de Isabel II (1830-1904)

2005
- IX Centenario de la incorporación de Ejea de los Caballeros al Reino de Aragón
- IV Centenario de la primera edición de El Quijote
- V Centenario de la muerte de Cristóbal Colón
- I Centenario del nacimiento de Francisco Ayala
- I Centenario de 'Iberia' de Isaac Albéniz
- I Centenario de la fundación del Instituto de Estudios Catalanes
- 500 Aniversario de la Concordia de Villafáfila

2007
- Bicentenario de las independencias de las repúblicas iberoamericanas
- VIII Centenario del manuscrito de Cantar de Mío Cid

2008
- Bicentenario de la Guerra de la Independencia española,
- Bicentenario de la Independencia de las Repúblicas Iberoamericanas
- II Centenario de la Constitución de 1812

2010
- MC Aniversario de la fundación del Reino de León

### Aniversarios
- XXV Aniversario de la Constitución española (2002).
- Diez años del fallecimiento de Julio Caro Baroja (2005)
- 80 Aniversario de José Manuel Caballero Bonald
- Cincuentenario del fallecimiento de José Ortega y Gasset
- 125 aniversario del nacimiento de Pablo Ruiz Picasso
- 80 aniversario de la Generación del 27

### Otros actos
- Año de la Ciencia (2007)
- Año Europeo del Diálogo Intercultural (2008)
- Recuerdo de Maimónides (1135-1204)
- Recuerdo de María Zambrano (1904-1991)
- Recuerdo de Salvador Dalí (1904-1989).
- Congreso Internacional "El Quijote en el pensamiento moderno", que se celebró en Barcelona en junio de 2004 dentro de las actividades del Fórum Barcelona 2004.
- Giras de teatro conmemorativas:[4] Las huellas de La Barraca. Siguiendo el espíritu de García Lorca de acercar el teatro al pueblo, la SECC organizó los veranos del 2006 al 2010 diversas rutas teatrales de grupos universitarios o no profesionales que representan sus obras por toda España. Las dos últimas convocatorias (2011[5] y 2012)[6] fueron gestionadas por Acción Cultural Española.